# Санабор
Санабор (словен. Sanabor) — поселення пагорбах на північний схід від м. Віпава в общині Віпава. Висота над рівнем моря: 332,8 метрів.